# AK-107
AK107は、5.45x39mm弾を使用するAK100シリーズのロシア製アサルトライフルである。

## 概要
AK107の特徴として、かつてAEK-971で用いられたのと似た安定化機構が挙げられる。従来のカラシニコフ型小銃にユーリイ・K・アレクサンドロフとV・N・パラーニンが開発した新型のガスシステムが組み込まれている。
これらの新型ライフルは、1970年代初期に開発された技術実証用のAL-7 ライフルに由来する。AL-7は革新的な自動反動安定化システム（BARS：Balanced Automatics Recoil System）として知られる安定化ガス給弾機構を備えており、これは反動と銃口の跳ね上がりを除去するため、1965年にピョートル・アンドレイェヴィチ・トカチェフがTsNIITochMashにて開発したAO-38で最初に用いられた。この機構はイジェフスク機械製作工場の若手エンジニアだったアレクサンドロフによって改良が加えられ、AL-7と名づけられた試作型が開発された。AL-7は、ソ連陸軍が制式小銃として採用したAK74と比べて生産するには高価すぎると考えられた。それから1990年代まで開発が進展することはなく、すでにアレクサンドロフが年配の技師となったころになってAN-94よりは安価な別の選択肢として設計することを指示された。
この新型小銃とオリジナルのAL-7の差異は1つしかない。AK107のレシーバーには溝がなく、3点バースト機能はすでに備わっていた。別の言い方をすれば、試作型のAL-7とほぼ変わらないということである。

## 設計
AK107とAK108は1940年代に原型が作られたカラシニコフ型動作方式とは重要な変化があるとされている。特徴である安定化機構はニュートン力学第三法則（作用・反作用の法則）を用いている。この機構は、それぞれ反対方向へ動作する2本のオペレーティングロッドを使用することによって反動を安定化するという、反動軽減カウンターマスメカニズムを採用している。2本のオペレーティングロッドのうち、上側の1本が前方向へ作動するガスピストンと、そして下側のもう1本が後ろ方向へ作動するガスピストンとそれぞれ結合している。ハンドガード前端付近にあるガスチューブは、2本のロッドがある都合から前後2つの出口を持つ。ハンドガード上部にある大型のガスチューブカバーは、それぞれのロッドを保護する役割がある。
AK107とAK108は射撃時にガスが銃身のガスポートから分岐してガスチューブに入り込んで2本のガスピストンを前後へ押し、下側のロッドがボルトキャリアを後部に押しやるのと同時に、反動を打ち消す上側のロッドがレールを前方へ押しやる形となる。重要な往復時の動作は両者と連動するよう繋がれた星型のスプロケットによってロッドが共に動ききった後、元の地点まで完全かつ同時に戻るようになされる。このように反動が軽減され、精度の向上と制御しやすいフルオート射撃を行えるようになる。往復部のストロークは他のカラシニコフ設計の小銃より短いため、標準的なカラシニコフ小銃（600発/分）より高い、850 - 900発/分という射撃レートを誇る。しかしながら、体感される反動が著しく低減されているため、特にバースト射撃中での射撃精度が向上していると製造者は主張しており、その精度はAK74Mや他のAK100シリーズと比較して1.5 - 2倍であると報告される。
AK107は射撃モードを変更することができ、セミオートとフルオートの中間に3点バースト射撃機能がある。AK107において、3点バースト射撃はたとえ1,2発目を発射している途中であったとしてもトリガーを引き直すたびにカウントはリセットされる。レシーバー左側にあるマウントレールは光学および夜間照準器を備え付けることが可能で、GP-30などの40 mmグレネードランチャーも装備可能である。

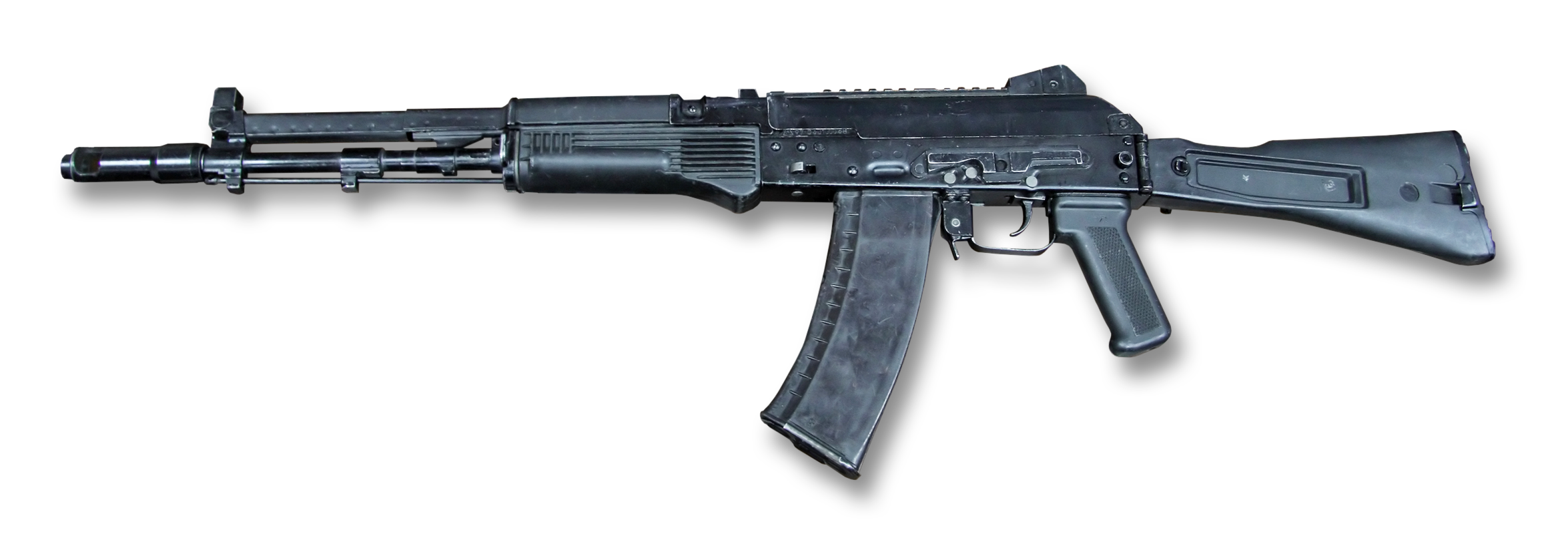
ラトニク計画に提出された仕様のAK107の一つ。レシーバーカバー上部にピカティニーレールが追加され、その後端に新型リアサイトを備えている。

またAK107にはラトニク計画に提出するための試作モデルが数種類確認されている。2011年に発表された最初の改良モデルは、レシーバーカバーにピカティニーレールとレシーバーカバー固定用ラッチが備えられており、レシーバー左側面のサイドレールは削除されている。リアサイトもレシーバーカバー前端にあったタンジェントタイプのものから、レシーバーカバー後端に移された固定式のアパーチャータイプへと変更されている。2012年に行なわれた軍事演習「Kavkaz-2012」で使用されたモデルでは更に改良が加えられており、2011年モデルに伸縮調整・折りたたみ可能な独自形状の銃床やピカティニーレール付きロアハンドガードの追加、リアサイトを固定式からピカティニーレール対応の脱着式に変更、60連クアッドカラム弾倉である6L31を備えていた。そのほかにも前述したモデルにロシアの銃器カスタムパーツを販売する企業であるゼニット製のB-10MハンドガードとPT-1折りたたみ銃床を取り付けたモデルが存在する。

## 派生型

### AK108
AK108は、AK107を5.56x45mm NATO弾を使用できるように変更したモデル。

### サイガ MK-107

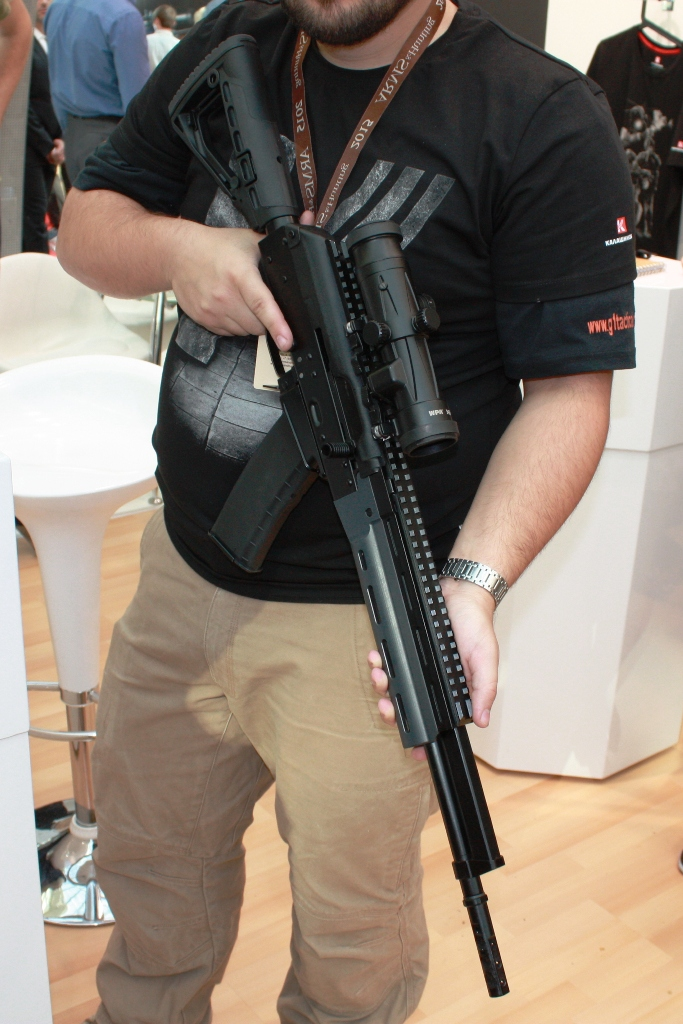
MK-107

サイガ MK-107は、カラシニコフ SR1の前モデルにあたる狩猟用および競技用の民間向けモデルのAK107。使用弾薬は5.56×45mm弾で、銃床をAR-15パイプに変更、伸縮調整・折りたたみが可能なものに変更、ハンドガードをより握りやすい円柱形に近く滑らかなものに変更、グリップもより握りやすいPP-19-01と同様のものに変更している。マガジンキャッチは自重落下による迅速な再装填が可能なタイプになっており、より多くの照準器に対応するためレシーバー上部全面がピカティニーレールになっており、アイアンサイトは省略された。ガスブロックはデザインが変更され、マズルはAK74と同様のものから左右3つずつ穴が開けられたマズルブレーキに変更されている。

### カラシニコフ SR1

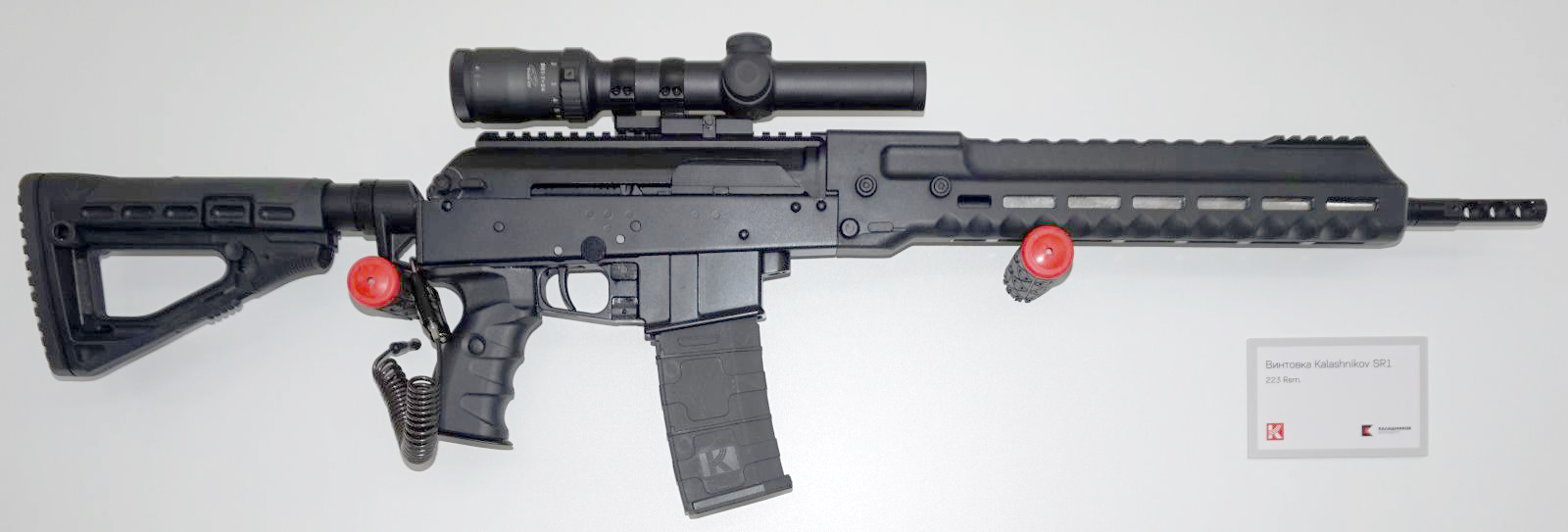
カラシニコフ SR1

カラシニコフ SR1は、ロシアのカラシニコフ・コンツェルンによって開発されたAK107をベースとした競技用自動小銃。使用弾薬を5.56x45mm NATO弾に変更し、マガジンウェルをAK独特のものからSTANAGマガジンなどが使用できる西側規格のものに変更している。また銃身を延長したカラシニコフ SR1 №1というモデルも存在している。

## 登場作品

### テレビドラマ
『ウォーキング・デッド』
シーズン6にて、リック・グライムズが主要武器として使用している。以降のシーズンからも愛用している。